# Lavazza
«Luigi Lavazza S.p.A.» — італійський виробник кавових продуктів. Компанія заснована 1895 року в Турині Луїджі Лаваццою.

## Кава
«Lavazza» імпортує каву з Бразилії, Колумбії, Гватемали, Коста-Рики, Гондурасу, Уганди, США (Гаваї), Мексики.
Нагальна виробнича необхідність підштовхнула компанію запустити проект ¡Tierra! — програму розвитку сільського господарства в Гондурасі, Колумбії і Перу. Вона спрямована на поліпшення якості кави, умов праці працівників і якості навколишнього середовища в цих країнах.
За даними самої компанії 16 з 20 мільйонів сімей, які купують каву в Італії, купують каву «Lavazza».

## Календар
З 1991 року в рамках просування бренду «Lavazza» випускає щорічний календар, темою якого є художня фотографія моди від провідних світових фотографів. Календар недоступний для покупки.
2011 року компанія проводила конкурс фотографій, присвячений її 20-річному ювілею. 2012 року також було вирішено надрукувати спеціальний випуск календаря. Дванадцять з фотографів, які працювали з «Lavazza» протягом цих років, були запрошені, щоб зняти автопортрети і вибрати одну зі своїх попередніх робіт для ювілейного видання під назвою «The Lavazzers».